# Euphorbia eugeniae
Euphorbia eugeniae är en törelväxtart som beskrevs av Jaroslav Ivanovic Yaroslav Ivanovich Prokhanov. Euphorbia eugeniae ingår i släktet törlar, och familjen törelväxter. Inga underarter finns listade i Catalogue of Life.